# چرزول آلبا
چرزول آلبا (به ایتالیایی: Ceresole d'Alba) یک کومونه در ایتالیا است که در استان کونیو واقع شده‌است.

## خصوصیات
چرزول آلبا ۳۷٫۰ کیلومترمربع مساحت و ۲٬۱۴۹ نفر جمعیت دارد و ۳۰۱ متر بالاتر از سطح دریا واقع شده‌است.